# Arc d'Auguste (Rimini)
Pour les articles homonymes, voir Arc d'Auguste.
L'arc d'Auguste de Rimini est un édifice en pierre d'Istrie de 14,90 mètres de long, de 8,84 mètres de profondeur et de 17,50 mètres de haut, construit en l’an 27 av. J.-C. en l’honneur d’Auguste pour avoir restauré la via Flaminia (dont il marque l'entrée) et les principales routes d’Italie. C'est le plus ancien arc de triomphe conservé au monde.
Si le monument se présente désormais isolé, il a très longtemps tenu lieu de porte de la ville et était donc encadré de deux tours faisant ainsi partie intégrante des murs de la ville. L'axe conduisait ainsi au forum et au pont de Tibère.

## Histoire
La porte a continué d'être utilisée après l'Antiquité avec quelques modifications. La partie supérieure date notamment du Xe siècle, au moment où la cité est sous le contrôle des gibelins. L'arc reste alors l'une des portes de la ville jusqu'à l'époque fasciste, au moment où les murs sont démolis, laissant l'arche comme un monument isolé.
Tout comme le pont de Tibère, c'est l'un des symboles de Rimini, qui apparaît sur ses armoiries.

## Inscription

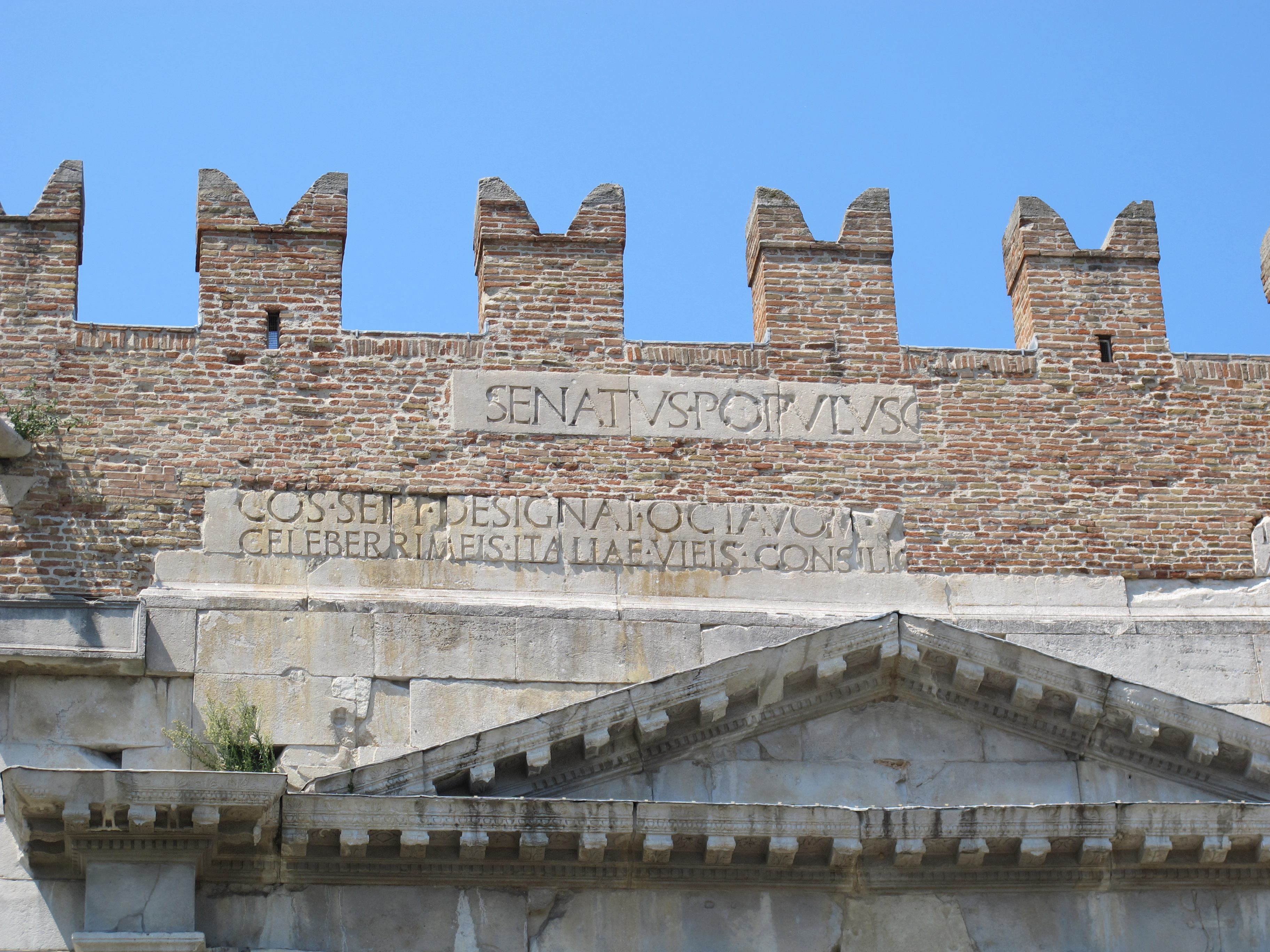
Dédicace incomplète à l’intérieur de la porte, au dessus du tympan

L'arc porte la dédicace suivante, en partie mutilée (entre crochets, les parties disparues):
«SENATVS·POPVLVS[que·Romanus· / 
Imp·Caesari·Divi·Iuli·F·Augusto·Imp·Sept·] / COS·SEPT·DESIGNAT·OCTAVOM·V[ia·Flaminia·Et·Reliquieis·] / CELEBERRIMEIS·ITALIAE·VIEIS·CONSILIO·[Et·Auctoritate·Ei]VS·MVNITEIS»
Ce qui peut se traduire ainsi :
"Le Sénat et le peuple romain (dédie cet ouvrage)
À l'empereur César Auguste, fils du divin Jules, salué Imperator pour la septième fois,
Consul pour la septième fois, consul désigné pour la huitième fois,
Pour la via Flaminia et les autres voies italiennes très fréquentées restaurées sous sa décision et son autorité"